# Fatti mandare dalla mamma a prendere il latte/Meglio il madison
Fatti mandare dalla mamma a prendere il latte/Meglio il madison è un singolo di Gianni Morandi pubblicato nel 1962.

## Descrizione
Entrambi i brani sono stati composti per la parte musicale da Luis Bacalov, nel testo da Franco Migliacci ed editi dalle edizioni musicali RCA.
È stato il 46º singolo più venduto del 1963, raggiungendo il terzo posto come posizione massima settimanale.
Nel 1964 Morandi cantò la versione in castigliano intitolata Busca una excusa per il mercato spagnolo, testo di Martinez, (RCA Victor, 3-20857), inserita nella compilation Italia canta en español (RCA Victor, lpc-52-979), pubblicata in Colombia. Una versione in dialetto bolognese intitolata Fat mandèr da to mama a tór dal lat venne incisa da Andrea Mingardi, con la partecipazione dello stesso Morandi. Il brano, riarrangiato in stile reggae, è stato incluso nell'album Ciao Ràgaz. Nel 2023 per i 60 anni del brano è stata pubblicata in una nuova versione dallo stesso Gianni Morandi in duetto con Sangiovanni con il titolo Fatti rimandare dalla mamma a prendere il latte.

## Tracce
Lato A
1. Fatti mandare dalla mamma a prendere il latte – 2:13 (testo: Franco Migliacci – musica: Luis Enriquez Bacalov)

Lato B
1. Meglio il madison – 2:33 (testo: Franco Migliacci – musica: Luis Enriquez Bacalov)